# Joseph Marie Aimé Lievens

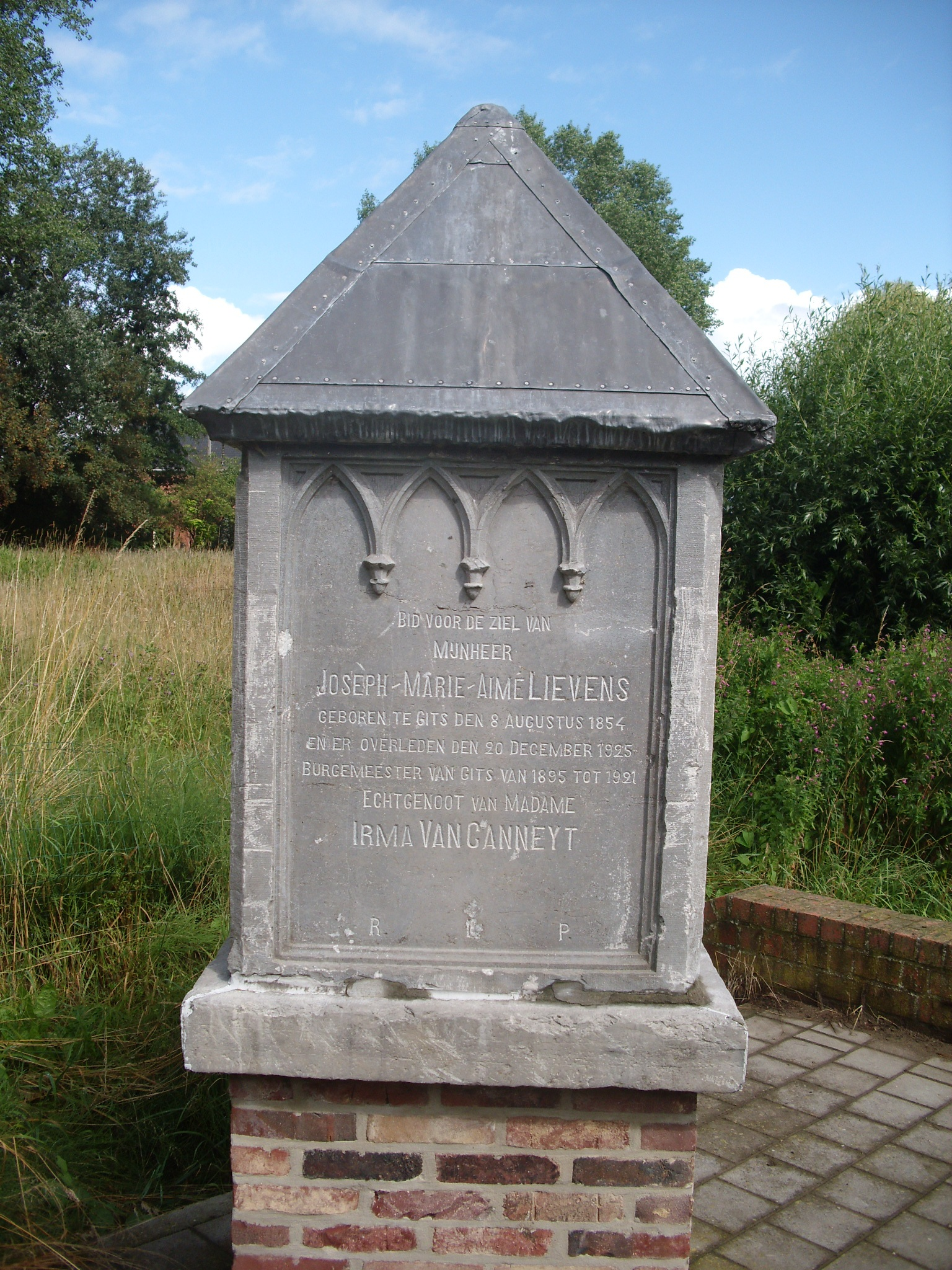
Monument Lievens.

Joseph Marie Aimé Lievens (Gits, 8 december 1854 - 20 december 1925) was naast brouwer burgemeester van de gemeente Gits van 1895 tot 1921. Heden is Gits een deelgemeente van Hooglede.
In de gemeente Gits is een wandelpad naar hem genoemd. Het "Burgemeester Lievenspad" is - als wandel- en fietspad - een zijstraatje van de Gitsbergstraat. Op het monument staan ook enkele namen van familie- en ambtsgenoten die elk aan het hoofd van de gemeente stonden.